# Imqaret

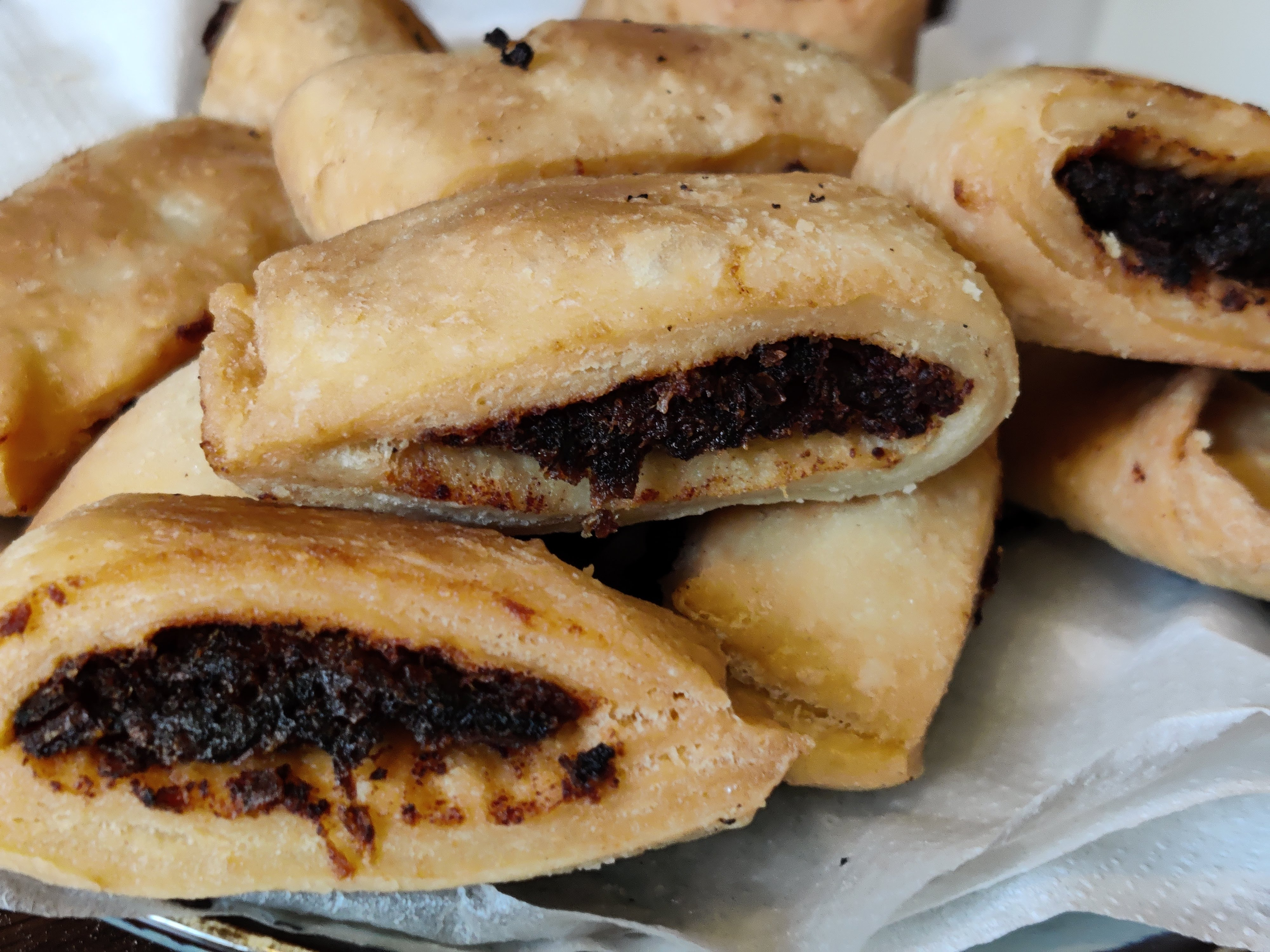
Hausgemachtes Imqaret, ein traditionelles maltesisches Gebäck mit einer Füllung aus Datteln

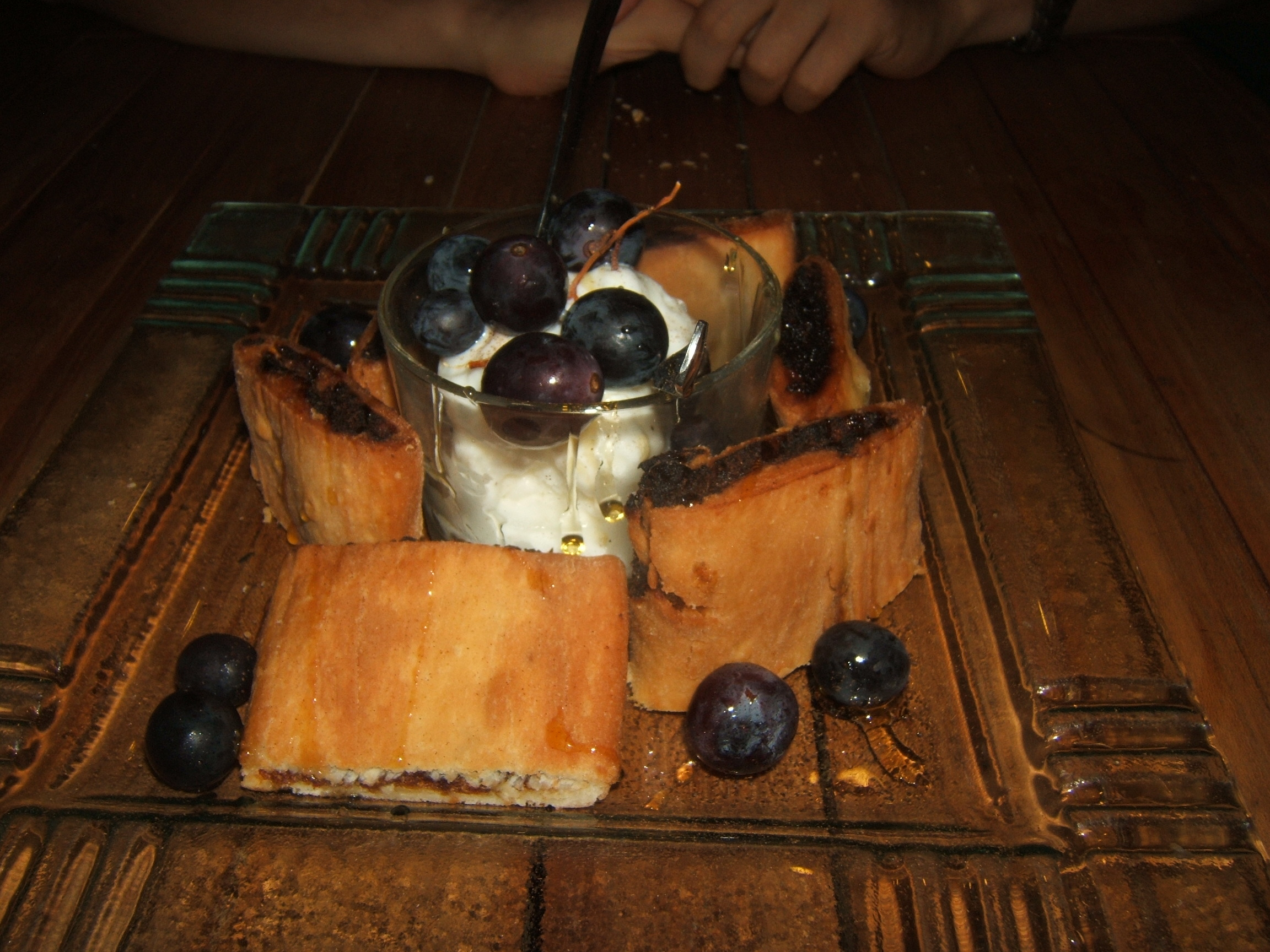
Imqaret mit Eis serviert, Malta

Imqaret (Aussprache ɪmˈʔarɛt) sind eine traditionelle maltesische Süßigkeit aus Teig und einer Füllung aus Datteln. Das Wort Imqaret ist im Maltesischen der Plural von maqrut (rautenförmig) und bezeichnet die Rautenform der Süßigkeiten, auch wenn sie in vielen Fällen in rechteckiger Form verkauft werden. Sie erfreuen sich auf Malta großer Beliebtheit und werden auf Straßenmärkten sowie bei Dorffesten verkauft, in manchen Fällen werden sie mit Eis serviert.
Bei der Zubereitung werden die Imqaret frittiert und normalerweise mit dem Aroma von Anis und Lorbeerblättern verfeinert. Die Imqaret werden zubereitet, indem der Teig gefaltet und in die Mitte eine Füllung gegeben wird. Da das Gebäck länglich ist, werden nach dem Frittieren aus jedem Gebäck mehrere quadratische Stücke geschnitten.
Imqaret sind arabischen Ursprungs und wurden während der arabischen Invasion der Insel zwischen 870 n. Chr. und dem 11. Jahrhundert eingeführt, während es auf der anderen Seite des Meeres in Tunesien eine ähnliche Süßigkeit namens Makroud gibt, die auch in Algerien und Marokko beliebt ist.